# Apanteles subaltus
Apanteles subaltus är en stekelart som beskrevs av De Saeger 1944. Apanteles subaltus ingår i släktet Apanteles och familjen bracksteklar. Inga underarter finns listade i Catalogue of Life.